# Paripueira
Paripueira este un oraș în statul Alagoas (AL) din Brazilia.